# 格里·格拉顿
格里·格拉顿（英語：Gerry Gratton，1927年8月29日—1963年7月28日），加拿大男子举重运动员。他曾代表加拿大参加1948年和1952年夏季奥林匹克运动会举重比赛，其中1952年奥运会获得一枚银牌。